# Toto Coelo
A Toto Coelo brit női popegyüttes volt, amely 1982 és 1985 között létezett. Az Amerikai Egyesült Államokban Total Coelo néven futottak, valószínűleg azért, hogy a közönség ne keverje össze őket a Toto együttessel. A Toto Coelo Magyarországon is járt, a rossz emlékű Fenevad-fesztivál egyik fellépője volt.

## Tagok
- Anita Mahadervan
- Lacey Bond
- Lindsey Danvers
- Ros Holness
- Sheen Doran

## Karriertörténet
A Toto Coelo latin eredetű név, jelentése: teljesen, egészen, maradéktalanul. Sheen Doran énekesnő szerint a névnek számos egyéb mellékjelentése is van (szív és lélek, ág és gyökér, egészen más), és így kifejezi azt a rejtélyes többértelműséget, ami a csapatot állítólag jellemezte. Az sem volt mellékes szempont, hogy a közönség jobban megjegyez egy különös hangzású nevet. Az együttest általában a new wave irányzathoz sorolják, bár inkább a lányok megjelenése volt „új hullámos”, zenéjük – akárcsak a Haysi Fantayzee-é – popnak mondható. Producerük, Barry Blue énekesként sem volt ismeretlen: az 1970-es években két népszerű slágere volt (Dancin’ On A Saturday Night; Do You Wanna Dance). Az 5 lány 1982-ben készítette el bemutatkozó kislemezét I Eat Cannibals címmel. A dal nagyon népszerű lett Európában, mivel remekül lehetett rá táncolni, de mégsem az akkoriban már kifulladt eurodisco stílust képviselte. A következő felvétel, a Dracula's Tango (Sucker for Your Love) sikere már mérsékeltebb volt, a lemezklubokban viszont ezt a dalt is sokat játszották. 1983-ban jelent meg a lányok Man O’ War című debütáló albuma, ám nagy meglepetésre a közönség szerény érdeklődést mutatott iránta. Ennek a legfőbb oka az volt, hogy az anyag valóban nem elég ütős, a kislemezeken már korábban kiadott dalok mellett csupán a Milk from the Coconut volt slágergyanús. Az együttes élő fellépésekkel próbálta népszerűsíteni magát és a nagylemezt. Magyarországra is eljutottak, ahol a Pilisborosjenőn rendezett Fenevad-fesztiválon léptek fel a Nazareth együttessel és másokkal. A filmforgatással egybekötött koncert állítólag kaotikusra sikerült, sem a szervezők, sem a filmesek nem voltak a helyzet magaslatán. 
Az LP sikertelensége után Anita Mahadervan és Sheen Doran kiváltak az együttesből. A három megmaradt lány továbbra is a Toto Coelo nevet használta. 1985-ben a Debut Recordsnál újabb két kislemezt adtak ki, de sem a Girl’s Night Out, sem a Gimme Some Lovin’ nem lett sikeres. (Utóbbi dal a női zenekarok körében valamiért különösen kedvelt: az 1970-es évek végén a lányegyüttesként indult Clout, 1987-ben pedig az olasz női duó, a Fun Fun is feldolgozta.) A csapat még ugyanabban az évben feloszlott. A korábban kivált Anita Mahadervan Anita Chellamah-ra változtatta a nevét, és Cherry Bombz néven új együttest alapított. A zenekar többi tagja a Hanoi Rocks nevű együttesből érkezett.

## Ismertebb lemezeik
Rövidítések: UK = Anglia, AUS = Ausztrália, US = Egyesült Államok, NZ = Új-Zéland

### Kislemezek
- 1982 I Eat Cannibals Part 1 / I Eat Cannibals Part 2 (UK #8, AUS #4, US #66, NZ #38)
- 1982 Dracula's Tango (Sucker for Your Love) / Mucho Macho (UK #54, AUS #19)
- 1983 Milk from the Coconut Part 1 / Milk from the Coconut Part 2 (AUS #100)
- 1985 Girl's Night Out / One Step Closer
- 1985 Gimme Some Lovin' / Just for You

### Albumok
- 1983 Man O' War (AUS #82)
- 1995 I Eat Cannibals (A Man O' War anyaga)
- 1996 I Eat Cannibals & Other Tasty Trax (A Man O' War anyaga, bónuszfelvételek: Weird, valamint az I Eat Cannibals és a Milk from the Coconut maxiváltozatai)

## Külső hivatkozások
- Angol nyelvű pályakép
- Angol nyelven az együttesről
- Videó: I Eat Cannibals
- Videó: Dracula’s Tango
- Videó: Milk from the Coconut